# Луцька Олена Леонідівна
Олена Леонідівна Луцька (нар. 28 серпня 1932, Москва, Російська РФСР, СРСР — пом. 28 травня 2014, Москва, Росія) — російський балетний критик, мистецтвознавець.

## Життєпис
Олена Луцька народилася 1932 року в Москві. Закінчила відділення історії та теорії мистецтва історичного факультету Московського державного університету імені М. К. Ломоносова у 1955 році. Відома кваліфікованим аналізом та оцінкою мистецтва балету

## Творчість
Роботи Олени Луцької присвячені балетним спектаклям та театральним художникам.

### Вибрані праці
- Луцкая Е. Л. Валентин Андриевич. — М. : Сов. художник, 1978. — 144 с. — (Театр.-декорац. искусство, графика) — 10000 прим.
- Луцкая Е. Л. Балерина Светлана Адырхаева. — Орджоникидзе : Ир, 1986. — 167 с. — 3000 прим.
- Луцкая Е. Л. Жизнь в танце : [Гос. акад. ансамбль нар. танца СССР]. — М. : Искусство, 1968. — 81 с. — 20000 прим.
- Луцкая Е. Л. В мире танца Никиты Долгушина // МЖ. — 1984. — № 16 (24 березня).
- Луцкая Е. Л. В противоречии с партитурой // Театральная жизнь. — 1970. — № 15 (24 березня).
- Луцкая Е. Л. [Вступительная статья] // Выставка работ : Каталог. — М., 1960. — 24 березня. — 500 экз.
- Луцкая Е. Л. [Вступительная статья] // Выставка произведений : Каталог. — М. : Изд-во Акад. художеств СССР, 1962. — 24 березня. — 500 экз.
- Луцкая Е. Л. [Вступительная статья] // Выставка произведений : Каталог. — М., 1960. — 24 березня. — 500 экз.
- Луцкая Е. Л. Глава ленинградской школы // Константин Сергеев : Сб. статей / Сост.: М. И. Березкина. — М. : Искусство, 1978. — 24 березня. — 25000 экз.
- Луцкая Е. Л. Клич вражды и зов надежды // Театр. — 1991. — № 2 (24 березня).
- Луцкая Е. Л. Валерий Левенталь : [Сценограф]. — М. : Сов. художник, 1989. — 238 с. — 7000 прим. — ISBN 5-269-00045-8.
- Луцкая Е. Игорь Моисеев; Леонид Лавровский; Екатерина Максимова и Владимир Васильев //  / Ред. и сост. М. Яковлев. — М. : Советский композитор, 1976. — 696 с. — 15000 прим. Архівовано з джерела 17 січня 2017
- Луцкая Е. Л. Наследие мастера // Художник Борис Тузлуков. — М. : Всероссийское театральное общество, 1988. — 24 березня. — 20000 экз.
- Луцкая Е. Л. Алексей Пархоменко. — М. : Художник РСФСР, 1975. — 118 с. — 10000 прим.
- Луцкая Е. Л. Пластическая яркость образов // Заря востока. — .
- Луцкая Е. Л. [Предисловие] // Выставка эскизов декораций и костюмов молодых художников театра и кино Москвы : Каталог. — М., 1963. — 24 березня. — 500 экз.
- Луцкая Е. Л. Размышления на тему «Размышлений на тему» // Театр. — 1993. — № 7 (24 березня).
- Луцкая Е. Л. Э. Стенберг : [Альбом]. — М. : Сов. художник, 1988. — 127 с. — (Мастера сов. искусства) — 6500 прим. — ISBN 5-269-00193-4.
- Луцкая Е. Художник и сцена [Сб.] / Сост.: В. Н. Кулешова. — М. : Сов. художник, 1988. — 396 с. — (Галерея искусств; Советские художники театра и кино ; Вып. 8) — 10000 прим. — ISBN 5-269-00181-0.